# آلبرت اسکانلون

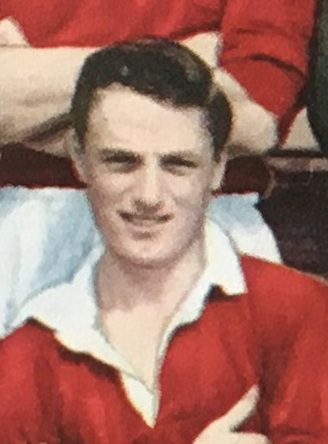
اسکانلون در سال ۱۹۵۷

آلبرت جوزف اسکانلون (به انگلیسی: Albert Scanlon) (زاده ۱۰ اکتبر ۱۹۳۵ - درگذشته ۲۲ دسامبر ۲۰۰۹) بازیکن فوتبال انگلیسی است که فوتبال خودش را با تیم منچستر یونایتد آغاز کرد و یکی از بازیکنان نجات یافته «دردانه‌های باسبی» در حادثه مونیخ بود. اسکانلون با وجود جراحات فراوانی که طی حاثه مونیخ برداشت، بعد از طی دوران نقاهت بار دیگر به فوتبال بازگشت و برای تیم‌هایی مثل نیوکاسل یونایتد و لینکلن سیتی بازی کرد.

## زندگی حرفه‌ای
اسکانلون در هالم، منچستر به دنیا آمد. وی در نوامبر ۱۹۶۰ از منچستر یونایتد به باشگاه فوتبال نیوکاسل یونایتد منتقل شد.